# Leptodelphax stachi
Leptodelphax stachi är en insektsart som beskrevs av Nast 1958. Leptodelphax stachi ingår i släktet Leptodelphax och familjen sporrstritar. Inga underarter finns listade i Catalogue of Life.